# Brian Birdwell
Brian D. Birdwell (Texas, 3 de noviembre de 1961)  es un republicano de Granbury (Texas) que representa al Distrito 22 en el Senado de Texas. Un teniente coronel retirado del Ejército de los Estados Unidos, Birdwell es superviviente del atentado terrorista contra el Pentágono en el Condado de Arlington, Virginia durante los ataques del 11 de septiembre de 2001.

## Carrera como senador
Para ganar su puesto en el senado, Birdwell derrotó al senador republicano David Sibley en unas elecciones parciales celebradas el 22 de junio de 2010. Reemplazó a Kip Averitt de McGregor (Texas), que había derrotado a Sibley en 2002. Averitt citó motivos de salud cuando renunció del cargo una semana después de haber sido nombrado candidato en las elecciones primarias del 2 de marzo. En la primera ronda de votación del 8 de mayo, Sibley venció a Birdwell pero no consiguió la mayoría necesaria para ganar directamente. Birdwell recibió el apoyo de miembros del partido de Phyllis Schlafly y del Tea Party Movement, así como de miembros del partido republicano como Bill Crocker, además de varios alguaciles y comisionados del condado. También fue apoyado por Scott O'Grady del Condado de Dallas, un piloto que sufrió un accidente aéreo en Bosnia en 1996. Birdwell ganó a Sibley las elecciones primarias con una diferencia de quince votos.
El distrito 22 incluía los condados de Bosque, Coryell, Ellis, Falls, Hill, Hood, Johnson, McLennan, Navarro y Somervell.
En 2015, durante la legislatura 84 de Texas, Birdwell autorizó una medida que reduciría los beneficios estatales destinados a veteranos de guerra y sus familias. Mientras proponía esta medida, el senador Birdwell se comparó a sí mismo con los soldados que participaron en la Batalla de Normandía en Francia. La Cámara de Representantes de Texas rechazó todas menos una de las recomendaciones de Birdwell, que consistía en recortar beneficios educativos a estudiantes veteranos y a sus familias de Texas. En respuesta de estas propuestas, que habían puesto en peligro a los veteranos de Texas y a sus familias, Birdwell fue criticado duramente por los veteranos de Texas.
Un republicano de toda la vida, Birdwell respalda causas conservadoras en todos los ámbitos, incluyendo la oposición al aborto y la eutanasia y las políticas de atención a la salud del presidente Barack Obama. Birdwell fue uno de los oradores en la convención estatal republicana de junio de 2006 en San Antonio, Texas, mientras residía en Springfield, Virginia. Fue delegado de la convención estatal republicana de Houston en junio de 2008. Es un expresidente inmediato del club republicano del Condado de Hood.
En su discurso de campaña, Birdwell dijo:Texas se enfrenta a grandes desafíos en la próxima legislatura, los ciudadanos pueden contar conmigo para ser un campeón conservador en estos temas.

## Servicio militar y educación
Nacido en Texas, Birdwell se graduó en la Universidad Lamar en Beaumont con un grado en justicia criminal. En 1996, realizó un master de administración pública en la Universidad de Missuri-Kansas City. En 1984 fue comisionado como oficial de artillería de campo . Sus deberes militares comenzaron en Fort Sill, Oklahoma. En 1990, participó en dos operaciones de la Guerra del Golfo. Formó parte del segundo regimiento de caballería blindada. Por su trabajo en Irak, recibió la Estrella de Bronce. En 1998, fue enviado a Centroamérica para realizar operaciones humanitarias después del Huracán Mitch.
En el momento del ataque al pentágono, Birdwell era ayudante militar del asistente jefe suplente para la gestión de instalación. Cuando el Vuelo 77 de American Airlines se estrelló contra el pentágono, Birdwell que se encontraba en una zona cercana en la que se había estrellado el avión, cayó desde su oficina desde la segunda planta hasta la planta baja. Sufrió quemaduras graves, muchas de tercer grado. En su segundo día en el hospital, recibió una visita sorpresa de George W. Bush. Birdwell fue sometido a treinta y nueve operaciones y recibió numerosos injertos de piel. Atribuye su curación física y espiritual a la gracia por medio de Jesucristo. Por sus heridas en el pentágono, Birdwell recibió el Corazón púrpura. Después de retirarse, Birdwell recibió la Legión al Mérito.

## Vida personal
Birdwell y su esposa, Mel Birdwell, se casaron en 1988. Han creado una organización sin ánimo de lucro que apoya a supervivientes críticos de quemaduras y a sus familias. 
Los Birdwell tienen un hijo, Matthew Birdwell, estudiante de la Universidad Tech de Texas en Lubbock. Asisten a la iglesia bautista Lakeside en Granbury.

## Campaña en apoyo a Ted Cruz
Birdwell es uno de los tres copresidentes de la coalición de veteranos en apoyo a Ted Cruz para la nominación republicana en las Elecciones presidenciales de Estados Unidos de 2016.